# Eugène Ducamp
Eugène Ducamp, né le 8 janvier 1819 à Cruviers-Lascours (Gard) et mort le 24 décembre 1877 à Versailles (Seine-et-Oise), est un homme politique français.

## Mandats
- Préfet de la Nièvre (1870-1871)
- Député du Gard (1876-1877). Il est signataire, en mai 1877, du manifeste des 363.
- Conseiller de l'arrondissement d'Alès pour le canton de Lédignan (1848-1852)[3]
- Conseiller général du Gard pour le canton de Vézénobres (1871-?)
- Maire de Cassagnoles

Après le coup d'État du 2 décembre 1851, il est condamné à la déportation en Algérie.

## Source
- « Eugène Ducamp », dans Adolphe Robert et Gaston Cougny, Dictionnaire des parlementaires français, Edgar Bourloton, 1889-1891 [détail de l’édition] [texte sur Sycomore]
- « Ducamp (Eugène) », dans Dictionnaire biographique du Gard, Paris, Flammarion, coll. « Dictionnaires biographiques départementaux » (no 45), 1904 (BNF 35031733), p. 228.